# لودفيغ مولر (ضابط)
لودفيغ مولر (بالألمانية: Ludwig Müller)‏ هو ضابط ألماني، ولد في 28 يونيو 1892 في بيرمازنز في ألمانيا، وتوفي في 28 يونيو 1972 في إيتلينغن في ألمانيا.